# Comic City
 (décembre 2015).
Si vous disposez d'ouvrages ou d'articles de référence ou si vous connaissez des sites web de qualité traitant du thème abordé ici, merci de compléter l'article en donnant les références utiles à sa vérifiabilité et en les liant à la section « Notes et références ».

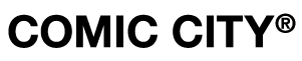
COMIC CITY

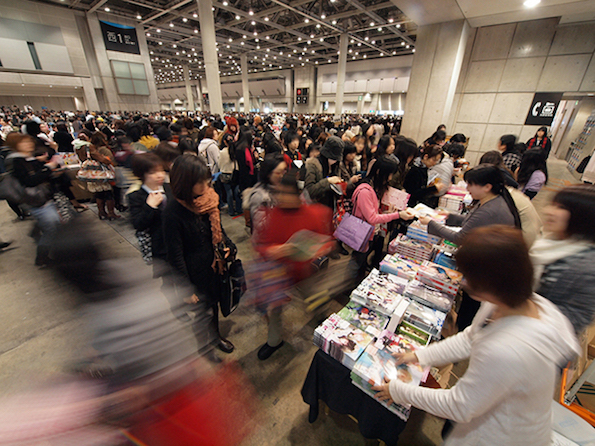
Convention Comic City

Les conventions Comic City (コミックシティ), organisées par l'agence de presse spécialisée Akaboo (nom de sponsor des événements de la compagnie Kei Corporation), sont des expositions-ventes de grande envergure où des auteurs peuvent exposer et vendre leurs mangas amateurs, appelés dōjinshi (同人誌).
Autrefois, Akaboo organisait ces expositions-ventes en partenariat avec plusieurs imprimeries de dōjinshi. Ces manifestations sont organisées une vingtaine de fois par an à Tokyo, à Osaka et à Fukuoka. Les événements organisés à Osaka et à Fukuoka sont les plus importants en taille pour ce type de manifestation dans ces régions.
À Tokyo et à Osaka, la plupart des cercles dōjin participants sont des femmes qui présentent des œuvres destinées à un public féminin.

## Présentation
Akaboo est une entité juridique spécialisée dans l'organisation d'expositions-ventes de mangas amateurs et qui a maintenant plus de vingt ans d'expérience.
« Écrire, dessiner et créer des livres, vendre des livres, acheter des livres », c'est sur ce thème que cette compagnie propose ces événements à intervalles réguliers à des artistes amateurs qui ont peu d'opportunités de faire circuler leurs œuvres autrement, et offre aussi un lieu de rencontre et d'échange pour les fans.
Dans le passé, Akaboo organisait des événements à divers endroits mais depuis quelques années elle se concentre sur des événements de moyenne ou de grande envergure dans trois villes: Tokyo, Osaka et Fukuoka, de la même façon que Studio You (スタジオYOU) organise dans différentes villes ses événements tous genres compris, Comic Live.
D'autre part, Akaboo organise également des événements à thème unique tel que la série ZR appelés Personnification de la monarchie. À l'intérieur des événements Comic City, y compris ceux à thème unique (Only), il y a également des événements dynamiques appelés Petit Only.
Selon les expositions, jusqu'à 15 000 espaces exposants peuvent être loués. En une journée, pour les événements de grande échelle, le nombre d'espaces d'exposition dépasse celui du Comic Market.
Depuis 2014, les enfants qui ne sont pas en âge d'être scolarisés ne sont pas admis, que cela soit en tant que simple visiteur ou en tant que cercle.

## Les expositions-ventes

### Tokyo
Il y a six grandes expositions, chaque année, à Tokyo Big Sight qui se trouve à Tokyo Kokusai Tenjijō sur l'île d'Odaiba. Haru Comic City, Super Comic City et Comic City Spark sont des événements de particulièrement grande envergure.
Super Comic City a lieu pendant deux jours durant la Golden Week. Cet événement se déroule entre le long intervalle qui sépare le Comic Market d'hiver et celui d'été. Il y a un nombre particulièrement important de participants, aussi bien les cercles que les simples visiteurs, et en termes d'envergure, cette exposition-vente de mangas amateurs vient en second après le Comic Market. Pendant ces deux jours, elle occupe tout l'espace de Tokyo Big Sight. Au cours des événements Comic City à Tokyo, le cosplay seul est accepté. À l'occasion de cet événement un espace cosplay est mis à disposition.
Le Haru Comic City a lieu au mois de mars, au moment de l'équinoxe de printemps. L'événement a juste lieu une journée mais néanmoins Tokyo Big Sight est souvent occupé dans tout son espace.
Le Good Comic City a lieu en août. D'autre part, le Super Comic City Kansai a souvent lieu la semaine suivante.
Le Comic City Spark est organisé en automne, généralement en octobre. En 2013, au cours de cet événement, plus de 20 000 espaces ont été loués.
Les deux événements Comic City ont lieu à Tokyo en janvier et en juin.

### Osaka
Six événements sont organisés, par an, à Intex Osaka. La convention Comic City Osaka du mois de janvier et la convention Super Comic City Kansai sont respectivement organisés juste après les événements Comic Market. Pour les habitants de la région du Kansai, il s'agit d'événements complémentaires.
En raison du nombre important de participants, aussi bien les "cercles" que les simples visiteurs, ces deux événements sont, comparés à d'autres, des événements de grande envergure.

### Fukuoka
Trois événements (en janvier, en mai et en septembre) sont organisés au Fukuoka Dome. Les conventions Comic City sont les expositions-ventes de dōjinshi, tous genres confondus, de plus grande envergure de la région de Kyushu.
À la différence des expositions-ventes organisées dans d'autres région, le cosplay est depuis le début de ces événements autorisé aux événements de Fukuoka. 
En raison des réglementations en vigueur au Japon, les manifestations de cosplay et celles de dojinshi doivent être séparés. Cependant, au Fukuoka Dome, l'espace est suffisant pour permettre ces deux types de manifestations.
Plus récemment, dans un cadre très réglementé, le Cosplay est autorisé à certains évènements Comic City à Tokyo et à Osaka.

### Les événementsOnly
La série d'événements ZR, organisée depuis 2003, sont appelés des événements Only. À chaque événement, l'œuvre qui sert de thème à la manifestation change.
Ces événements ont lieu à Tokyo Big Sight, à Tokyo Ryutsu center et à Intex Osaka. Il arrive que ces derniers organisent des événements joints à ceux de Comic City.
Parmi la série ZR, il y a une série d'événements Only de vente d'œuvres de personnification de personnages appelée personnification de la monarchie.

### Comic Treasure
Comic Treasure est une exposition-vente de dōjinshi, tous genres confondus, destinée à un public masculin. Cet événement a lieu à Intex Osaka deux fois par an après le Comic Market et le Comic City.
Bien que tous ces événements soient gérés par la même compagnie, le nom du sponsor de cet événement diffère car sa gestion est complètement séparée des événements Comic City. 
Le sponsor de Comic Treasure est l'agence de presse spécialisée Aoboo.